# Пирдоп
Пирдоп (болг. Пирдоп) — город в Болгарии. Находится в Софийской области, центр общины Пирдоп. Население города составляет 6759 человек (2022).
Город находится в 80 км от Софии; расположен в юго-восточной части Златицко-Пирдопской котловины.

## Политическая ситуация
Кмет (мэр) общины Пирдоп — Антоанета Георгиева Илиева (Граждане за европейское развитие Болгарии (ГЕРБ)) по результатам выборов 2007 года в правление общины.

## Достопримечательности, памятные места
Памятник погибшим русским солдатам и болгарским ополченцам. Расположен во дворе начальной школы имени Тодора Влайкова.
Памятник капитану Михаилу Баторскому из лейб-гвардейского кавалерийско-гренадерского полка, умершего 3 января 1878 года. Расположен во дворе церкви св. Успение Пресвятой Богородицы.

## Города-побратимы
- - Егорьевск, Россия

## Известные уроженцы
- Андреев, Веселин  (1918—1991) — болгарский прозаик, эссеист, поэт, публицист. Заслуженный деятель культуры БНР (1965). Герой Социалистического Труда БНР (1978). Общественно-политический деятель.